# Weingarten 17 (Quedlinburg)

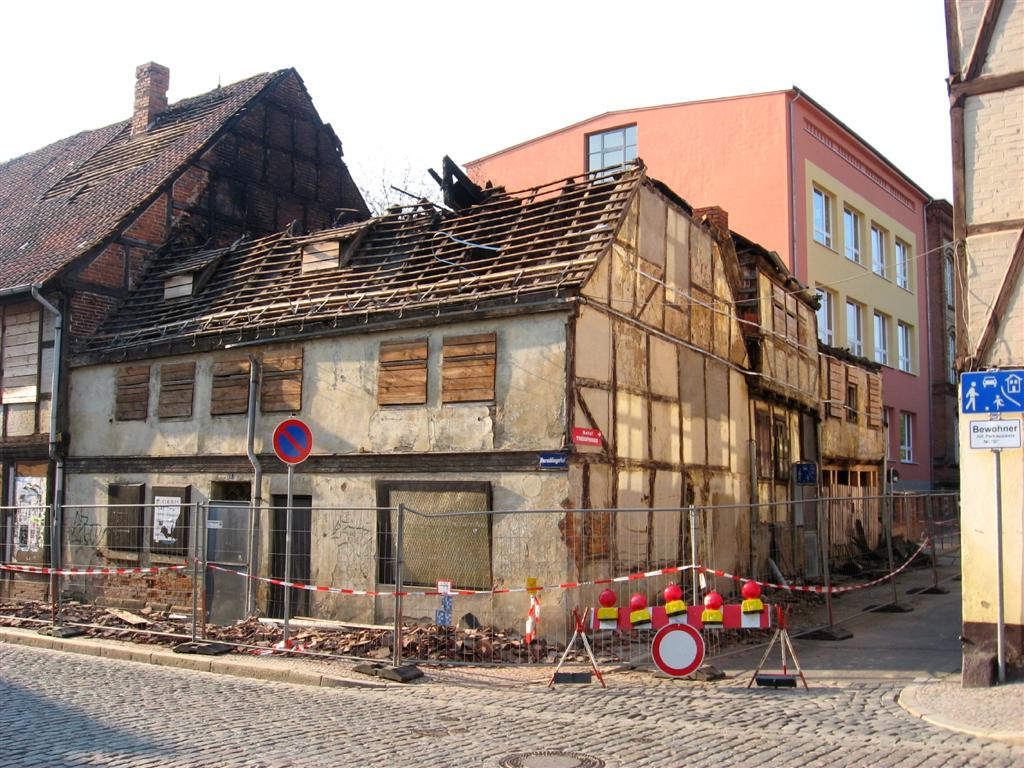
Häusergruppe nach Brandschaden, vorne Marschlinger Hof 7, rechts davon Weingarten 17; Aufnahme 2011

Das Gebäude Weingarten 17 war ein unter Denkmalschutz stehendes Fachwerkhaus in Quedlinburg in Sachsen-Anhalt.

## Lage
Das Gebäude befand sich in der Altstadt von Quedlinburg in der Nähe der Einmündung der Straße Weingarten auf die Straße Marschlinger Hof und war damit ein Teil des UNESCO-Weltkulturerbes. Westlich grenzte das gleichfalls denkmalgeschützte Haus Marschlinger Hof 7 an.

## Architektur und Geschichte
Das kleine zweigeschossige Fachwerkhaus war im Quedlinburger Denkmalverzeichnis als Wohnhaus eingetragen. Es war im Barock in der Zeit um das Jahr 1700 entstanden und zeigte sich nur wenig verändert. Die Stockschwelle des Hauses war im Geschmack der Bauzeit gestaltet.
Am 13. April 2011 brach gegen 23.00 Uhr im leerstehenden benachbarten Gebäude Marschlinger Hof 7 aus unbekannt gebliebenem Grund ein Feuer aus. Der Brand griff auf das Haus Weingarten 17 und das auf der östlichen Seite angrenzende, ebenfalls in Fachwerkbauweise errichtete Haus Weingarten 16 über. Auch diese Häuser standen seit vielen Jahren leer. Es wurden Feuerwehren aus acht Orten mit mehr als 100 Feuerwehrleuten eingesetzt. Trotzdem brannten die Dachstühle der drei Häuser nieder, die oberen Etagen wurden in Teilen zerstört. Durch das Technische Hilfswerk erfolgte eine Sicherung der beschädigten Gebäude. Alle drei betroffenen Gebäude wurden im Laufe des Novembers und Dezembers 2012 abgerissen. Die Lebenshilfe Quedlinburg errichtete auf dem Gelände eine Anlage für betreutes Wohnen, in die auch das erhalten gebliebene und sanierte Haus Marschlinger Hof 6 einbezogen wurde. Die Einweihung des Hauses fand im November 2016 statt.
Die formale Streichung im Denkmalverzeichnis erfolgte erst im Jahr 2024.